# Carl Gustav Alexander Brischke
Carl Gustav Alexander Brischke, född den 17 december 1814 i Gdańsk, död den 24 maj 1897 i Wrzeszcz, var en tysk entomolog som arbetade med tvåvingar och steklar, framförallt brokparasitsteklar och bracksteklar. Hans samlingar finns bevarade på museer i Gdansk, Kaliningrad och Charkiv.
Auktorsnamnet Brischke kan användas för Carl Gustav Alexander Brischke i samband med ett vetenskapligt namn inom zoologin; se Wikipedia-artiklar som länkar till auktorsnamnet.